# Paulina Rivero Weber
Paulina Rivero Weber (Ciudad de México, 8 de mayo de 1958) es una filósofa mexicana que, entre otras cosas, ha dado a conocer la obra filosófica y musical de Friedrich Nietzsche. Cursó sus estudios en la Universidad Nacional Autónoma de México, en donde actualmente imparte cursos para la licenciatura y el posgrado en la Facultad de Filosofía y Letras. Autora de libros sobre Nietzsche y Martin Heidegger, ha escrito también libros sobre ética, filosofía y literatura, bioética  y daoísmo. Dio a conocer en México la música del filósofo Friedrich Nietzsche a través de un exitoso disco compacto, titulado Nietzsche; su música.

## Datos biográficos
Paulina Rivero Weber nació en la Ciudad de México el 8 de mayo de 1958. Durante sus primeros estudios recibió una formación humanística que la condujo a estudiar música y poesía desde la infancia. Después de un año de educación preuniversitaria en los Estados Unidos, cursó los estudios previos a la universidad en instituciones laicas y en 1981 ingresó a la Universidad Nacional Autónoma de México para cursar la carrera de filosofía, donde estudió también cursos básicos de griego antiguo. Tuvo como maestros a Eduardo Nicol, a Conrado Eggers Lan, a Juliana González Valenzuela, a Graciela Hierro y a Ramón Xirau, entre otros. Se ausentó de sus estudios para dedicarse a la crianza de sus dos hijos y a su regreso se graduó con un trabajo sobre el filósofo alemán Friedrich Nietzsche. Posteriormente llevó a cabo estudios de maestría y optó por realizar el doctorado tutoral en la misma institución sobre el filósofo Martin Heidegger; ambos trabajos se publicaron y han alcanzado ya varias ediciones.
Ha escrito decenas de artículos y capítulos en libros y ha coordinado y editado diez libros sobre temas relacionados con sus intereses filosóficos, a saber: Nietzsche y Heidegger como pensadores, y la ética y la bioética como sus áreas de interés fundamentales. Todo ello la ha conducido al estudio de lo que en el mundo se conoce como el sinonietzschenismo, a saber, los estudios comparados entre la propuesta nietzscheana y la filosofía daoista del Laozi y Zhuangzi. Actualmente partiendo del pensamiento nietzscheano y heideggeriano, junto con aquel del ámbito daoísta, propone una ética más allá del humanismo, al que contrapone el animalismo y el ecologismo. En el ámbito de la bioética parte del pensamiento de Nietzsche y el daoísmo para fundamentar su actividad como defensora de los animales a través de la organización anual del congreso La bioética y los animales Archivado el 21 de diciembre de 2016 en Wayback Machine. mismo que organiza con el apoyo de Proyecto Gran Simio, en el cual filósofos y científicos de la UNAM y del exterior exponen temas al respecto. Incursionó por vez primera en el periodismo en el suplemento Sábado del diario UNOMASUNO cuando dicho suplemento era dirigido por Huberto Batis. Actualmente es columnista del diario Milenio, en donde semanalmente publica la columna “El desafío del pensar”, sobre temas filosóficos, éticos y bioéticos. Desde 2004 es miembro de la Sociedad Española de Estudios sobre F. Nietzsche (SEDEN) en cuya publicación anual es actualmente parte del consejo asesor. Es miembro de la Society for Asian and Comparative Philosophy (SACP) desde 2014, cuya sede se encuentra en el East–West Center de la Universidad de Hawái. Desde el 2004 es miembro del Colegio de Bioética A. C., y desde 1992 de la Asociación Filosófica de México (AFM). Forma parte del Programa Universitario de Bioética (PUB) desde 2014 y del Seminario sobre medicina y salud de la UNAM, desde 2004.

## Activismo
Paulina Rivero Weber ha desarrollado un ejercicio intelectual activo con vistas al cambio social en dos ámbitos. Primeramente en torno a estudios de género ha escrito sobre la situación actual de las mujeres; su libro Se busca heroína, en donde plantea diversos problemas en torno a la situación actual de la mujer ha llegado a su tercera edición. Ha escrito también poesía, gran parte de ella permanece inédita pero ha sido citada en obras tanto propias como de otros autores.
Otro tipo de activismo se ha centrado en la defensa de los animales y del medio ambiente, cuestión que le ha conducido a participar en foros y mesas de discusión en  la Cámara de Diputados y de Senadores de la Ciudad de México y de otros Estados de la República, sin involucrarse por ello con partido político alguno. 

## Pensamiento
Rivero Weber considera que es necesario establecer una distinción clara entre dos formas de vida:  la moral y la ética. Quien se apega al conjunto de costumbres establecidas que se han elevado a nivel de normas morales en la sociedad, vive de una manera moralmente aceptable o "buena". La ética por su parte es para esta pensadora la capacidad de analizar y cuestionar esas costumbres y morales adquiridas de modo a-crítico a lo largo de la vida. Este tema lo analiza en un breve escrito titulado "Apología de la inmoralidad", el cual ha llamado la atención e incluso ha originado controversia en torno a si es en verdad necesario o útil llevar a cabo dicha distinción. 
En lo anterior Rivero Weber se evidencia fuertemente influenciada por el pensamiento de Friederich Nietzsche yMartin Heidegger. Para Nietzsche es incuestionable que el ser humano está llamado a superar las morales establecidas en pro de la creación de nuevas normas vitales, que conlleven crecimiento y salud al ser humano. De Heidegger retoma la posibilidad de ir más allá de la cotidianidad media para ver las cosas de otro modo, con una "mirada propia", y ser así capaz de cuestionar la moral cuando es dañina, para proponer una ética sana.  
Ambos pensadores han sido comparados con dos pensamientos propios de Asia: el budismo y sobre todo, el daoísmo. Rivero Weber retoma el espíritu de la filosofía comparada y coliga a Nietzsche con el daoismo de Laozi y Zhuangzi. Considera que es significativo que dos corrientes de pensamiento tan ajenas la una a la otra coincidan en tantos aspectos. Sus estudios sobre sinonietzscheanismo se concentran en resaltar las semejanzas y las diferencias entre esas dos corrientes de pensamiento tan radicalmente diferentes y a la vez tan similares en muchas propuestas. 
Con esa trayectoria como base, desde el ámbito de la bioética sustenta la necesidad de superar el antropocentrismo propio de todo humanismo: éste, considera, tuvo su importancia y su lugar histórico incuestionable, pero no procura vida para el mundo actual. Es necesario, apunta, ir más allá del mero humanismo para sostener un animalismo y un ecologismo que ayude a fortificar la vida en el planeta en su conjunto, y no únicamente la vida humana. 
Todas estas filosofías, a saber: el pensamiento de Nietzsche, Heidegger, el budismo y el daoismo, sustentan una defensa ética y bioética de la vida. Y al igual que la moral no puede equipararse a la ética, no debe tampoco equipararse a la bioética. Esta última es urgente para la conservación de la vida en el planeta, y debe ir más allá de la moral y de la ética misma para pensar la vida en su totalidad. Por ello no debe restringirse a temas humanos y médicos, ya que volvería a caer en un mero humanismo. El reto que pretende enfrentar es el de conducir los dilemas filosóficos y éticos a la bioética para lograr una ética más allá del antropocentrismo, la cual deberá defender la vida de todo el planeta en su conjunto.

## Obras principales

### Obras de autoría individual
- Rivero Weber, Paulina. Ética.Un curso universitario. Primera edición, dos mil ejemplares. Publicaciones UNAM, Colección Heterodoxos, México 2016. [ISBN 978-607-02-6878-6]
- Rivero Weber, Paulina. Bioética. Una introducción desde la filosofía. Programa Universitario de Bioética, 2016. [En prensa, ISBN pendiente].
- Rivero Weber, Paulina. Se busca heroína. Reflexiones en torno a la heroicidad femenina. 3.ª edición (corregida y aumentada) Ítaca, México, 2016. [ISBN 978-607-00-1510-6]
- Rivero Weber, Paulina. Alétheia. La verdad originaria. Encubrimiento y desencubrimiento del ser en Martín Heidegger, 2.ª edición (corregida y aumentada) Dirección General de Publicaciones y Fomento Editorial, UNAM, 2016. [ISBN 970-32-1499-1]
- Rivero Weber, Paulina. Nietzsche: Verdad e Ilusión. 3.ª edición 1000 ejemplares. (corregida y aumentada). FFyL-UNAM-Ítaca, 2011. [ISBN 978-607-7957-19-5]

### Obras coordinadas
- Rivero Weber, Paulina (coord.), Nietzsche: el desafío del pensamiento. Fondo de Cultura Económica, México, 2016. [ISBN 978-607-16-3530-3]
- Rivero Weber, Paulina (coord.), Daoismo : interpretaciones contemporáneas. UNAM, DGAPA-FFyL, México 2016. [ISBN 978-607-02-8253-9]
- Rivero Weber, Paulina (coord.) Nietzsche. Su música – Seine Musik. 6.ª edición, incluye un prólogo de Giuliano Campioni. UNAM, 2016
- Rivero Weber, Paulina (coord.), La razón en tela de juicio. Implicaciones de la crisis de la razón en la enseñanza de la ética. UNAM, México, 2010. [ISBN 978-607-02-1852-1]
- González– Rivara – Rivero Weber (coord.), Verdad ficcional no es un oxímoron. Sobre relaciones peligrosas entre filosofía y literatura. UNAM, México, 2010. [ISBN 978-607-02-1858-3]
- Álvarez del Río-Rivero Weber (coord.), Textos de Bioética Volumen II. FCE, México, 2009. [ISBN 978-607-16-0027-1]
- Rivero Weber (coord.), Cuestiones hermenéuticas de Nietzsche a Gadamer. Ítaca–UNAM, 2006. [ISBN 968-7943-81-5]
- Rivara, Greta – González, María Antonia – Rivero, Paulina (coord.), Entre hermenéuticas. FFyL, UNAM, 2004. [ISBN 970-32-1431-2]
- Rivara, Greta - Rivero, Paulina (coord.) Perspectivas nietzscheanas. Reflexiones en torno al pensamiento de Nietzsche. Coordinación de Difusión General, UNAM, México, 2002 [ISBN 968-36-9985-5]

### Artículos (selección)
- https://web.archive.org/web/20161220141021/http://cuadrivio.net/dossier/en-torno-al-especismo/
- http://www.animalpolitico.com/blogueros-una-vida-examinada-reflexiones-bioeticas/2015/09/09/la-soledad-de-los-animales/ Archivado el 20 de diciembre de 2016 en Wayback Machine.
- http://www.revistadelauniversidad.unam.mx/articulo.php?publicacion=798&art=17038&sec=Art%C3%ADculos
- http://www.revistadelauniversidad.unam.mx/articulo.php?publicacion=83&art=2356&sec=Art%C3%ADculos
- http://media.axon.es/pdf/61766.pdf
- http://www.revistadelauniversidad.unam.mx/articulo.php?publicacion=791&art=16722&sec=Art%C3%ADculos
- http://www.revistadelauniversidad.unam.mx/4708/rivero/47rivero.html
- http://www.milenio.com/cultura/laberinto/paulina_rivero_weber-fanny_del_rio-entrevista-laberinto-milenio_0_859114108.html